# الذراع (الضليعة)

'

تعديل مصدري - تعديل

الذراع هي إحدى قرى عزلة الضليعة بمديرية الضليعة التابعة لمحافظة حضرموت، بلغ تعداد سكانها 112 نسمة حسب تعداد اليمن لعام 2004.